# Chiesa della Santissima Trinità (Šumševaši)
La chiesa della Santissima Trinità è una chiesa ortodossa che si trova a Šumševaši, nella Repubblica autonoma della Ciuvascia, in Russia. È dipendente dall'eparchia di Čeboksary.